# Piz Scharboda
Piz Scharboda är en bergstopp i Schweiz.   Den ligger i regionen Surselva och kantonen Graubünden, i den sydöstra delen av landet, 130 km öster om huvudstaden Bern. Toppen på Piz Scharboda är 3 122 meter över havet, eller 249 meter över den omgivande terrängen. Bredden vid basen är 2,4 km.
Terrängen runt Piz Scharboda är huvudsakligen bergig. Runt Piz Scharboda är det mycket glesbefolkat, med 6 invånare per kvadratkilometer.. Närmaste större samhälle är Acquarossa, 16,6 km sydväst om Piz Scharboda. 
Trakten runt Piz Scharboda består i huvudsak av gräsmarker.